# MSC 크루즈

MSC 크루즈(이탈리아어: MSC Crociere, MSC Cruises)는 스위스에 등록되고 제네바에 기반을 두며 나폴리, 제노바, 베네치아에 운영 사무소를 둔 이탈리아의 글로벌 크루즈 라인이다. 1989년 이탈리아 나폴리에서 MSC의 일부로서 설립되었다. 크루즈 부문에서 세계 최대의 사기업이며 전 세계적으로 직원 수는 약 23,500명, 오피스는 2017년 기준으로 45개국에 위치한다. MSC 크루즈는 세계에서 4번째로 큰 크루즈 기업이다.